# Biserica Franciscană din Dej
Biserica Franciscană din Dej, cu hramul sfântul Anton de Padova, este un monument istoric și de arhitectură din secolul al XVIII-lea (în jurul anului 1716). Edificiul a fost construit în stil baroc și face parte din același ansamblu arhitectonic ca și mănăstirea franciscană din Dej. Codul monumentului este  CJ-II-m-A-07600.01.